# 穆瓦延维克
穆瓦延维克（法語：Moyenvic，法語發音：[mwajɛ̃vik]）是法国摩泽尔省的一个市镇，属于萨尔堡-萨兰堡区。

## 地理
穆瓦延维克（48°46'38"N, 6°33'44"E）面积14.48 平方千米，位于法国大東部大區摩泽尔省，该省份为法国东北部内陆省份，是洛林的一部分，西南接默尔特-摩泽尔省，东临下莱茵省，北与卢森堡和德国接壤。
与穆瓦延维克接壤的市镇（或旧市镇、城区）包括：瑞夫勒库尔、昂蓬、塞耶河畔阿罗库尔、马尔萨勒、莫维尔莱维克、塞耶河畔维克、克桑雷。

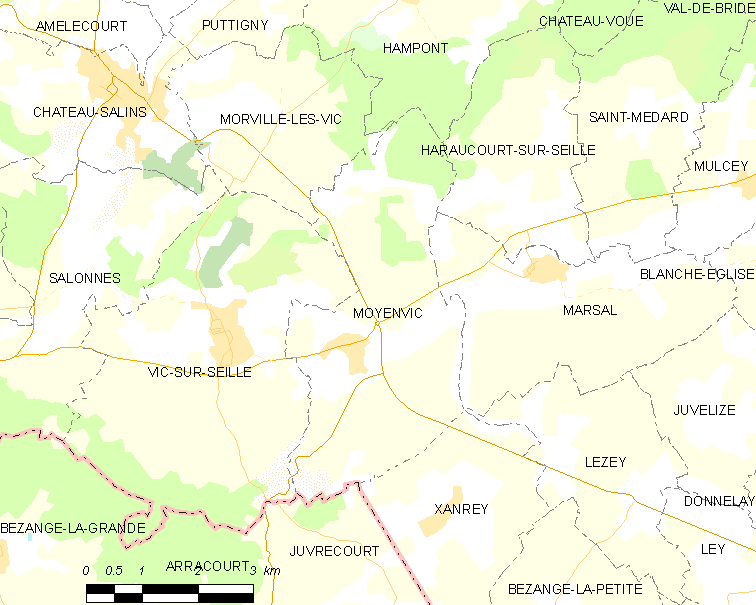
穆瓦延维克的OSM定位图

穆瓦延维克的时区为UTC+01:00、UTC+02:00（夏令时）。

## 行政
穆瓦延维克的邮政编码为57630，INSEE市镇编码为57490。

## 政治
穆瓦延维克所属的省级选区为索努瓦县。

## 人口

1962-2008年间穆瓦延维克人口变化图示

穆瓦延维克于2022年1月1日时的人口数量为329人。